# دوور (تنسی)
دوور(به انگلیسی: Dover) شهری در ایالت تنسی کشور ایالات متحده آمریکا است که جمعیت آن در سرشماری سال ۲۰۱۰ میلادی، ۱٬۴۱۷ نفر بوده‌است.